# Stockholmer Friedenskonferenz von 1917
Die Stockholmer Friedenskonferenz auch Internationaler Sozialistenkongress war eine Friedenskonferenz der zweiten Internationale während des Ersten Weltkrieges. Zu ihrer Durchführung haben sich Sozialisten in Stockholm im neutralen Schweden vom 2. Juni bis 19. Juni 1917 getroffen. Sie wollten dort den Weg zu einem sicheren Frieden ebnen. Dieser Versuch der informellen Diplomatie wurde mit großem Misstrauen von Seiten der am Krieg beteiligten Regierungen beobachtet. Sie blieb wirkungslos, weil insbesondere die alliierten Regierungen die Anreise der Delegierten aus ihren Ländern verhinderten.

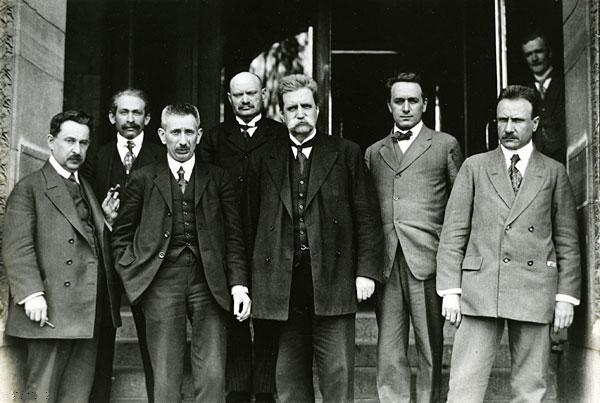
Karl Hjalmar Branting (in der Mitte) und ungarische Delegierte der Stockholmer Friedenskonferenz. Zsigmond Kunfi auf dem Foto rechts neben Branting.

## Hintergrund
Nach dem Beginn des Ersten Weltkrieges endete zunächst die Reihe der internationalen Sozialistenkongresse. Grenzüberschreitende Treffen fanden nur innerhalb des jeweiligen Bündnissystems statt. Die Sozialdemokratie zerfiel 1914 in drei Teile. Auf der linken Seite waren die Zimmerwalder, bestehend aus Internationalen, Revolutionären und Pazifisten, die nach ihrer ersten Konferenz im schweizerischen Zimmerwald benannt wurden. Sie organisierten sich in der „Internationalen Sozialistischen Kommission“ (ISK). Den rechten Flügel bildeten die Mehrheitssozialisten, die je nach nationaler Identifikation für oder gegen einen separaten Frieden mit Russland waren. Die Sozialdemokraten der Mitte versuchten die Verhältnisse zwischen den Sozialisten und den kriegführenden Ländern wiederherzustellen. Diese waren im „Internationalen Sozialistischen Bureau“ (ISB) vertreten.
Als Sitz wählte das ISB am 15. April 1917 das neutrale Stockholm. Die ISK tat dasselbe. Das ISB stellte das „Holländisch-skandinavische Komitee“, welches begann, sich für die Friedenskonferenz einzusetzen. Treibende Kräfte für den Kongress waren Camille Huysmans aus Belgien und der Holländer Pieter Jelles Troelstra. Dabei spielte neben der langen Dauer des Krieges auch die Februarrevolution in Russland als auslösender Moment eine Rolle. Daher waren weitere Gesprächspartner der Petrograder Sowjet, der sich aus Menschewiken, Bolschewiken und Sozialistenrevolutionären zusammensetzte.
Einen halben Monat später wurde deutlich, dass Briten, Belgier, Franzosen und Russen der Konferenz negativ gegenüberstanden. Es begann eine lange Reihe von Verhandlungen der verschiedenen Parteien untereinander. Während die Zimmerwalder eine eigene Konferenz abhielten, um zu einem Entschluss über die Teilnahme zu kommen, starteten die Russen eine eigene Friedensinitiative. Als die Konferenz schließlich doch noch stattfinden sollte, weigerten sich die Regierungen, wie z. B. der britische Premier Lloyd George, die Regierung Frankreichs und der USA Pässe an die Abgeordneten, die teilnehmen wollten, auszugeben. So erklärte Georges Clemenceau, es sei „unschicklich“, sich mit den Deutschen an einen Tisch zu setzen, während deren Heere in Lille und Saint-Quentin lägen und hunderttausende von Franzosen der Befreiung harrten. Premierminister Alexandre Ribot wurde gemäß NZZ „auf den Rängen der Sozialisten nicht am wenigsten applaudiert“, als er die Meinung vertrat, ein Friede könne nicht das Werk einer einzigen Partei sein. Durch die geringere Teilnahme war die Konferenz in der ursprünglich geplanten Form gescheitert.
Aus Deutschland waren zum Rumpfkongress sowohl Vertreter der MSPD (Philipp Scheidemann, Hermann Müller und andere) wie auch der USPD (Hugo Haase, Eduard Bernstein, Karl Kautsky, Joseph Herzfeld, Arthur Stadthagen, Georg Ledebour, Oskar Cohn, Robert Wengels und Adolf Hofer) angereist. Aus Österreich nahm etwa Karl Seitz teil. Von Seiten der MSPD wurde in Stockholm die Forderung des Petrograder Sowjets eines Friedens ohne Kontributionen und Annexionen übernommen. Die österreichischen Teilnehmer Victor Adler, Wilhelm Ellenbogen und Karl Renner wie auch die Teilnehmer aus der ungarischen Reichshälfte der k.u.k. Monarchie vertraten die Auffassung, dass ein Frieden nicht auf Kosten der territorialen Integrität der Habsburgermonarchie geschlossen werden dürfte.
Im Archiv und Bibliothek der Arbeiterbewegung liegen 148 Dokumente der Konferenz. Sie geben Aufschluss über Erwartungen und Hoffnungen der Teilnehmer, zeigen aber auch die Uneinigkeit auf sozialistischer Seite untereinander.